# Indústria criativa no Brasil
A expressão indústria criativa no Brasil se refere a diversos setores econômicos do país que dependem do talento e da criatividade para se desenvolverem. Em outras palavras, trata-se de gerar riqueza para a região por meio do conhecimento, da cultura e da criatividade, de forma a contribuir para o desenvolvimento sustentável (ambiental, econômico e social). O termo "indústria criativa" foi cunhado pelo Reino Unido em 1990 e ganhou duas atualizações em 2001: uma do pesquisador John Howkins, que lhe conferiu uma visão empresarial ao focar na transformação da criatividade em produto; e outra do professor Richard Florida, que se concentrou nos profissionais envolvidos nos processos criativos de produção, abordando os traços sociais e o "potencial de contribuição para o desenvolvimento" da chamada "classe criativa". O primeiro estudo de abrangência internacional só surgiu em 2008 - realizado pela Conferência das Nações Unidas sobre Comércio e Desenvolvimento (UNCTAD) -, no mesmo ano em que foi publicado pela FIRJAN outro estudo sobre o tema, só que totalmente voltado para o Brasil.

## Profissões criativas
Com base na Classificação Brasileira de Ocupações (CBO), listagem do Ministério do Trabalho e Emprego de todas as profissões do país, o Sistema FIRJAN mapeou o mercado de trabalho criativo. O resultado do estudo elencou catorze profissões criativas, nas quais o conhecimento é um insumo de produção com caráter transformador:
1. Arquitetura e Engenharia;
2. Artes;
3. Artes cênicas;
4. Biotecnologia;
5. Design;
6. Expressões culturais;
7. Filme & vídeo;
8. Mercado editorial;
9. Moda;
10. Música;
11. Pesquisa e desenvolvimento;
12. Publicidade;
13. Software, Computação & Telecom;
14. Televisão & Rádio.

## História
A primeira iniciativa de mapear as indústrias criativas de algum país foi do Reino Unido, no final dos anos 1990. O objetivo era provar que esses setores têm importante papel para a cultura e o potencial de gerar empregos e riqueza para o país. Foram mapeadas, então, essas indústrias criativas e todas as demais que mantinham relação com elas. Construiu-se, assim, uma visão sobre o peso das cadeias criativas no processo produtivo.
Três anos depois desse trabalho pioneiro, em 2001, surgiram dois outros:
- O do pesquisador John Howkins, que construiu seu estudo segundo uma visão empresarial (baseada em conceitos mercadológicos de propriedade intelectual);
- E o do professor Richard Florida, que evidenciou a chamada “classe criativa” (profissionais que trabalham com processos criativos).

Não demorou muito para a Conferência das Nações Unidas sobre Comércio e Desenvolvimento (UNCTAD, 2008) lançar mais um estudo sobre o tema, só que desta vez com abrangência internacional. Segundo o levantamento, as exportações das indústrias criativas no mundo superavam 500 bilhões de dólares.
Dada a importância do tema para o mundo e, especificamente, para o Brasil, o Sistema Firjan lançou nesse mesmo ano de 2008 o estudo A Cadeia da Indústria Criativa no Brasil, que foi atualizado em 2011 e publicado em 2012. Essa ferramenta para mapear a indústria criativa no país é capaz de listar dados a respeito de cada uma dessas profissões (adicionando também rádio e TV), tais como quantidade de postos de trabalho, remuneração e grau de escolaridade exigido. Une, assim, informações tanto da Classificação Nacional de Atividades Econômicas (CNAE) quanto da Classificação Brasileira de Ocupações (CBO).
O tema, por vezes, é confundido com o termo "indústria cultural". No entanto, "o escopo da economia criativa é determinado pela extensão das indústrias criativas". Em outras palavras, os produtos e serviços culturais fariam parte de uma categoria maior, de produtos e serviços criativos que envolveriam outros onze segmentos criativos como o audiovisual, a moda, a publicidade, a arquitetura, as TICs, as artes e artes cênicas, o design, a biotecnologia, o mercado editorial, a música e P&D (Pesquisa e Desenvolvimento).

## Cadeia
Para a Conferência das Nações Unidas sobre Comércio e Desenvolvimento (UNCTAD), a cadeia da indústria criativa compreende os “ciclos de criação, produção e distribuição de bens e serviços que usam criatividade e capital intelectual como insumos primários”. Assim, ela pode ser dividida em três grandes áreas: núcleo criativo (são as atividades econômicas criativas), atividades relacionadas (fornecem bens e serviços de forma direta ao núcleo) e apoio (fornecem bens e serviços de forma indireta ao núcleo).
Já o Sistema FIRJAN adotou a mesma definição dada pelo Departamento de Cultura, Mídia e Esportes do Reino Unido, que considera como indústrias criativas as atividades “que têm sua origem na criatividade, na perícia e no talento individual e que possuem um potencial para a criação de riqueza e empregos através da geração e da exploração de propriedade intelectual”.
Com base nesse conceito, pode-se dizer que o Brasil tem grande peso quando se trata de indústria criativa. Afinal, ele é um dos maiores produtores de criatividade do mundo. Analisando-se a remuneração do povo brasileiro, verificou-se que o salário de quem trabalha na indústria criativa no Brasil é quase três vezes maior do que a média salarial nacional (valor de comparação: R$4.693 e R$1.733, respectivamente). E dentre os profissionais criativos, os de Rio de Janeiro, São Paulo e Distrito Federal são os que recebem as melhores remunerações. Esses são dados do Mapeamento da Indústria Criativa, que se baseou em informações de 2011. O estudo aborda temas como profissões, remunerações, salário médio por estado, número de empregados por segmento e até participação do PIB criativo do país.

## Reconhecimento
O setor tem ganhado tanta importância que, em maio de 2012, a presidente do Brasil Dilma Rousseff decretou a criação da Secretaria da Economia Criativa. O objetivo da SEC é criar, implementar e monitorar políticas públicas que têm a cultura como eixo estratégico, "priorizando o apoio e o fomento aos profissionais e aos micro e pequenos empreendimentos criativos brasileiros".
De acordo com relatório das Nações Unidas, o Brasil ainda não está entre os vinte principais produtores do setor, mas a iniciativa de criação da SEC indica a vontade governamental de reposicionar a "cultura como eixo de desenvolvimento do estado brasileiro". Para o presidente do Banco Nacional de Desenvolvimento Econômico e Social (BNDES), Luciano Coutinho, esse é um reconhecimento de que as atividades criativas são importantes para o país "numa perspectiva de longo prazo, tendo como norte o desenvolvimento mais inclusivo e sustentável".
Em termos mundiais, os países que mais têm se destacado no setor são a China, em primeiro lugar, seguida pelos EUA e pela Alemanha. Mas o Brasil tem contribuído grandemente nas áreas de arquitetura, moda e design, revelando seu potencial criativo mundialmente.

## Radiografia brasileira
A indústria criativa no Brasil reúne profissionais bem remunerados, que, quando assalariados, chegam a receber 42% acima da média salarial do país, nesse ramo predominam os profissionais que atuam por conta própria. Difícil é saber quanto custa uma ideia ou inovação, que são ativos intangíveis. Um caminho seria criar métricas e usar pesquisas qualitativas e quantitativas. O que é possível identificar são dados econômicos gerais da Indústria Criativa no Brasil, tais como:
- Parcela do PIB: R$ 110 bilhões
- Empresas: 243 mil
- Profissionais: 810 mil, dos quais os mais numerosos são:

1. Arquitetos e engenheiros: 229.877 empregados formais;
2. Programador de sistemas de informação: 50.440;
3. Analista de negócios: 45.324;
4. Analista de pesquisa e mercado: 25.141;
5. Gerente de marketing: 20.382;
6. Agente publicitário: 14.032;
7. Designer gráfico: 17.806;
8. Biólogo: 15.182;
9. Gerente de pesquisa e desenvolvimento: 13.414;
10. Designer de calçados sob medida: 13.068.

- Salários: as atividades criativas melhor remuneradas são:

1. Geólogos e geofísicos: R$ 11.385;
2. Diretor de programas de televisão: R$ 10.753;
3. Ator: R$ 10.348;
4. Biotecnologista: R$ 8.701;
5. Diretor de redação: R$ 7.774;
6. Editor de revista: R$ 7.594;
7. Arquitetos e engenheiros: R$ 7.524;
8. Engenheiros elétricos, eletrônicos e de computação: R$ 7.431;
9. Autor roteirista: R$ 7.347;
10. Pesquisadores em geral: R$ 7.102.

Segundo a Secretária de Economia Criativa do Ministério da Cultura, Cláudia Leitão, o país está aprendendo a crescer nessa área, transformando "a criatividade brasileira em inovação e a inovação em riqueza".